# جيان تشومي
جيان تشومي (و. 1904 – 1962 م) هو مهندس معماري، وأستاذ جامعي سويسري، توفي عن عمر يناهز 58 عاماً.

## التعليم
تعلم في المدرسة الوطنية للفنون الجميلة
.